# Buffalo Bills 1996
La stagione 1996 dei Buffalo Bills è stata la 27ª della franchigia nella National Football League, la 37ª complessiva. Sotto la direzione del capo-allenatore Marv Levy la squadra ebbe un record di 10 vittorie e 6 sconfitte, piazzandosi seconda nella AFC East. Questa fu l'ultima stagione in carriera del quarterback Hall of Famer Jim Kelly, ritiratosi dopo la sconfitta nei playoff contro i Jacksonville Jaguars

## Roster
| Roster dei Buffalo Bills nel 1996 |
| --- |
| Quarterback - 15 Todd Collins - 12 Jim Kelly - 10 Alex Van Pelt Running Back - 45 Carey Bender - 29 Jason Bratton - 44 Darick Holmes - 34 Thurman Thomas - 33 Tim Tindale FB Wide Receiver - 82 Chris Brantley - 85 Russell Copeland - 88 Quinn Early - 80 Eric Moulds - 83 Andre Reed - 89 Steve Tasker KR//WR Tight End - 86 Tony Cline - 49 Jay Riemersma - 84 Lonnie Johnson Offensive Linemen - 79 Ruben Brown G - 70 John Fina T - 67 Kent Hull C - 68 Corbin Lacina G - 72 Corey Louchiey T - 60 Jerry Ostroski T - 61 Dusty Zeigler C Defensive Linemen - 90 Phil Hansen DE - 77 Jim Jeffcoat DE - 99 Gabe Northern LB/DE - 94 Mark Pike DE - 91 Shawn Price DE - 78 Bruce Smith DE - 92 Ted Washington DT Linebacker - 97 Cornelius Bennett ILB - 57 Damien Covington ILB - 98 Sean Moran OLB/DE - 55 Mark Maddox ILB - 95 Bryce Paup OLB - 58 Marlo Perry ILB - 59 Sam Rogers OLB - 54 Chris Spielman ILB - 51 David White OLB Defensive Back - 22 Jeff Burris CB - 27 Ken Irvin CB - 31 Raymond Jackson FS - 46 Marlon Kerner CB - 21 Manny Martin CB - 24 Kurt Schulz FS - 40 Eric Smedley SS - 28 Thomas Smith CB - 23 Matt Stevens Special Team - 76 Ethan Albright LS - 2 Steve Christie K - 9 Chris Mohr P Lista delle riserve - 81 Justin Armour WR (IR) - 52 John Holecek LB (IR) - 20 Henry Jones SS (IR) |
| Legenda - I rookie sono in corsivo. - Il primo ruolo è il principale mentre gli eventuali successivi indicano i ruoli secondari. - (IR) sta per Injured Reserve ed indica la lista ristretta per un solo giocatore infortunato che può tornare ad allenarsi dopo la settimana 6 e a rientrare in prima squadra dopo che questa ha giocato 8 partite. - (NF-Inj.) / (NF-Ill.) stanno rispettivamente per Non-Football Injured e Non-Football Illness ed indicano le liste dove viene inserito un giocatore che ha un infortunio o una malattia non dipendente dal football americano. - (PUP) sta per Physically Unable to Perform ed indica la lista dove viene inserito un giocatore mentre è in attesa di recuperare la condizione fisica. Nella stagione regolare dopo la sesta partita giocata dalla propria squadra, il giocatore ha tempo tre settimane per riprendere ad allenarsi, più tre settimane aggiuntive dal suo rientro agli allenamenti per rientrare in prima squadra. |

Fonte:

## Calendario
| Stagione regolare |                    |                         |                    |          |
| Turno             | Data               | Avversario              | Risultato          | Pubblico |
| 1                 | 1º settembre 1996  | at New York Giants      | V 23–20 (dts)      | 74,218   |
| 2                 | 8 settembre 1996   | New England Patriots    | V 17–10            | 78,104   |
| 3                 | 16 settembre 1996  | at Pittsburgh Steelers  | S 24–6             | 59,002   |
| 4                 | 22 settembre 1996  | Dallas Cowboys          | V 10–7             | 78,098   |
| 5                 | Settimana di pausa | Settimana di pausa      | Settimana di pausa |          |
| 6                 | 6 ottobre 1996     | Indianapolis Colts      | V 16–13            | 79,401   |
| 7                 | 13 ottobre 1996    | Miami Dolphins          | S 21–7             | 79,642   |
| 8                 | 20 ottobre 1996    | at New York Jets        | V 25–22            | 49,775   |
| 9                 | 27 ottobre 1996    | at New England Patriots | S 28–25            | 58,858   |
| 10                | 3 novembre 1996    | Washington Redskins     | V 38–13            | 78,002   |
| 11                | 10 novembre 1996   | at Philadelphia Eagles  | V 24–17            | 66,613   |
| 12                | 17 novembre 1996   | Cincinnati Bengals      | V 31–17            | 75,549   |
| 13                | 24 novembre 1996   | New York Jets           | V 35–10            | 60,854   |
| 14                | 1º dicembre 1996   | at Indianapolis Colts   | S 13–10            | 53,804   |
| 15                | 8 dicembre 1996    | at Seattle Seahawks     | S 26–18            | 41,373   |
| 16                | 16 dicembre 1996   | at Miami Dolphins       | S 16–14            | 67,016   |
| 17                | 22 dicembre 1996   | Kansas City Chiefs      | V 20–9             | 68,671   |

### Playoff
| Playoff   |                  |                      |           |          |
| Turno     | Data             | Avversario           | Risultato | Pubblico |
| Wild Card | 28 dicembre 1996 | Jacksonville Jaguars | S 30–27   | 70,213   |

## Classifiche
| AFC East                 |    |    |   |      |     |     |     |
|                          | V  | S  | P | %    | PF  | PS  | STR |
| (2) New England Patriots | 11 | 5  | 0 | .688 | 418 | 313 | V1  |
| (4) Buffalo Bills        | 10 | 6  | 0 | .625 | 319 | 266 | V1  |
| (6) Indianapolis Colts   | 9  | 7  | 0 | .563 | 317 | 334 | S1  |
| Miami Dolphins           | 8  | 8  | 0 | .500 | 339 | 325 | V2  |
| New York Jets            | 1  | 15 | 0 | .063 | 279 | 454 | S7  |

## Premi
- Bruce Smith:

difensore dell'anno